# Bratz: O Filme
Bratz: O Filme, é um filme estadunidense, de 2007. O filme é baseado na linha de bonecas Bratz. Foi lançado dia 3 de agosto de 2007 nos Estados Unidos, e foi lançado no Brasil no dia 12 de outubro de 2007. O SBT efetuou a compra dos direitos do filme em 2009, embora este não tenha sido exibido.

## Sinopse
As bonecas Cloe, Jade, Sasha e Yasmin ganham vida, e vão enfrentar os perigos da vida no colégio. Tudo começa quando no primeiro dia de colégio, Cloe, Jade, Sasha e Yasmin descobre que ele é organizado por grupos, obra da mimada Meredith filha do diretor e presidente do grêmio estudantil. As meninas são forçadas a se separar e não se falam durante dois anos até que em uma "guerra de comida" elas se reencontram e decidem lutar para que todos da escola possam ter contato com todo mundo.

## Elenco
- Nathalia Ramos - Yasmin
- Skyler Shaye - Cloe
- Janel Parrish - Jade
- Logan Browning - Sasha
- Chelsea Staub - Meredith
- Anneliese van der Pol - Avery
- Emily Everhard - Cherish Dimly
- Malese Jow - Quinn
- Stephen Lunsford - Cameron
- Daniel Booko - Brad
- Jerad Anderson - Jonas
- Ian P. Nelson - Dylan
- Jon Voight - Principal Dimly
- Tami-Adrian George - Allison, Mãe de Sasha
- Kadeem Hardison - Pai de Sasha
- Kim Morgan Greene - Katie, Mãe de Cloe
- Constance Hsu - Julie, Mãe de Jade
- Kelly Crean - Senhora Funk
- Lainie Kazan - Bubbie

Dublagem
- Yasmin - Tatiane Keplmair (voz falada) / Li Martins (voz cantada)
- Cloe - Fernanda Bullara (voz falada) / Karin Hills (voz cantada)
- Jade - Priscila Concepción (voz falada) / Fantine Thó (voz cantada)
- Sasha - Samira Fernandes (voz falada) / Aline Wirley (voz cantada)
- Meredith - Melissa Garcia
- Avery - Luciana Baroli
- Cherish Dimly - Bianca Alencar
- Quin - Jussara Marques

## Trilha sonora
A trilha sonora do filme foi lançada em 31 de julho de 2007 pela Geffen Records, trazendo canções de artistas como The Black Eyed Peas, Ashlee Simpson, Lifehouse e Alex Band. O disco atingiu a posição número 83 na Billboard 200.
Lista de faixas
| N.º | Título                            | Artista                                                      | Duração |  |
| 1.  | "Rock Star"                       | Prima J                                                      | 3:25    |  |
| 2.  | "Fearless"                        | Daechelle                                                    | 3:39    |  |
| 3.  | "Love Is Wicked"                  | Brick & Lace                                                 | 3:42    |  |
| 4.  | "Rainy Day"                       | Janel Parrish                                                | 3:17    |  |
| 5.  | "Open Eyes"                       | Nathalia Ramos, Skyler Shaye, Janel Parrish e Logan Browning | 3:09    |  |
| 6.  | "Heartburn"                       | NLT                                                          | 3:21    |  |
| 7.  | "It's All About Me"               | Chelsea Staub                                                | 3:08    |  |
| 8.  | "Now Or Never"                    | Orianthi                                                     | 4:02    |  |
| 9.  | "Out From Under"                  | Joanna Pacitti                                               | 4:07    |  |
| 10. | "In Crowd"                        | Sean Stewart                                                 | 2:31    |  |
| 11. | "Express Yourself"                | The Black Eyed Peas                                          | 3:33    |  |
| 12. | "My Life"                         | Slumber Party Girls                                          | 2:50    |  |
| 13. | "Go Go"                           | Jibbs                                                        | 2:51    |  |
| 14. | "It Doesn't Get Better Than This" | Alex Band                                                    | 2:51    |  |
| 15. | "Saying Goodbye"                  | Matt White                                                   | 4:13    |  |
| 16. | "Invisible"                       | Ashlee Simpson                                               | 3:44    |  |
| 17. | "Alter Ego"                       | Clique Girlz                                                 | 3:28    |  |
| 18. | "Tell Me"                         | Dropping Daylight                                            | 3:21    |  |
| 19. | "If This Is Goodbye"              | Lifehouse                                                    | 2:53    |  |
| 20. | "Fabulous"                        | Chelsea Staub                                                | 2:45    |  |
| 21. | "Bratitude"                       | Nathalia Ramos, Skyler Shaye, Janel Parrish e Logan Browning | 4:33    |  |

| Versão australiana |           |                    |         |  |
| N.º                | Título    | Artista            | Duração |  |
| 22.                | "Mistake" | Stephanie McIntosh | 3:19    |  |

| Versão brasileira |                   |                           |         |  |
| N.º               | Título            | Artista                   | Duração |  |
| 22.               | "Abra os Olhos"   | Li Martins                | 3:09    |  |
| 23.               | "Só Falam de Mim" | Fantine Thó               | 3:08    |  |
| 24.               | "Fabulosa"        | Fantine Thó               | 2:45    |  |
| 25.               | "Bratitude"       | Li Martins e Aline Wirley | 4:33    |  |